# Mon dernier tango
Pour plus de détails, voir Fiche technique et Distribution.
Mon dernier tango (Mi último tango) est un film espagnol réalisé par Luis César Amadori et sorti en 1960.

## Fiche technique
- Titre original : Mi último tango.
- Réalisation : Luis César Amadori.
- Scénario : Luis César Amadori.
- Photographie : Antonio L. Ballesteros.
- Genre : Drame.
- Montage : Antonio Ramírez de Loaysa.
- Durée : 122 minutes.
- Date de sortie:  29 août 1960.

## Distribution
- Sara Montiel : Marta Andreu.
- Maurice Ronet : Dario Ledesma.
- Isabel Garcés : Clarisa.
- Laura Granados : Luisa Marival.
- Milo Quesada : Carlos Gardel.
- Luisa de Córdoba  : Adelina.
- Alfonso Godá  .
- Rafael Bardem : Maestro Andreu.
- Juan Cortés : Dr, Eladio Ferrer.
- María del Puy : Patricia.
- Mario Morales.